# Heinrich Tomec
Heinrich Tomec, auch Jindřich Tomec (* 13. September 1863 in Prag; † 12. Juli 1928 in Wien), war ein österreichischer Landschaftsmaler und Illustrator.

## Leben
Tomec wurde als Sohn eines Schneiders in Prag geboren. Nach dem Besuch der Bürger- und Gewerbeschule lernte er von 1879 bis 1884 in der Malerwerkstätte des Prager Nationaltheaters. Ab 1887 studierte er an der Wiener Akademie, dort besuchte er bis 1892 die Spezialschule für Malerei bei Eduard Peithner von Lichtenfels. Ab 1896 war er Mitglied des Wiener Künstlerhauses (1900 bis 1901 Hagenbund). 1912 wurde er korrespondierendes und 1923 ordentliches Mitglied der Böhmischen Kaiser-Franz-Josef-Akademie für Wissenschaften, Literatur und Kunst. Er war mit Johann Nepomuk Geller befreundet und heiratete dessen Schwester.
Tomec malte hauptsächlich impressionistische Landschaften (Stimmungsimpressionismus). Dabei wählte er wie eine Reihe anderer Schüler von Peithner bevorzugt Motive aus der Wachau, die er häufig bereiste. So schuf er unter anderem Ansichten der Dörfer Dürnstein und Weißenkirchen. Andere seiner Landschaftsbilder entstanden im Waldviertel und Salzkammergut sowie in Tschechien und Slowakei. Tomecs Geburtsstadt Prag diente ihm häufig als Motiv für Veduten. Auch Ansichten aus Wien und dessen ländlicher Umgebung gehören zu seinem Gesamtwerk. Zu seinen Kunden zählte Ludwig Viktor von Österreich, der bei ihm ein Bild von der Kaisergruft mit dem Sarg des Kronprinzen Rudolf in Auftrag gab.
Als Illustrator war Tomec im Bereich Kinder- und Jugendliteratur tätig. Er war auch Mitarbeiter der Enzyklopädie Die österreichisch-ungarische Monarchie in Wort und Bild, zu der er Zeichnungen mit Motiven aus Böhmen beitrug.
Werke von Tomec befinden sich unter anderem in den Sammlungen der Österreichischen Galerie Belvedere, Albertina, Museum Niederösterreich, Nationalgalerie Prag, der Slowakischen Nationalgalerie und der Städtischen Galerie Bratislava.

## Werke (Auswahl)

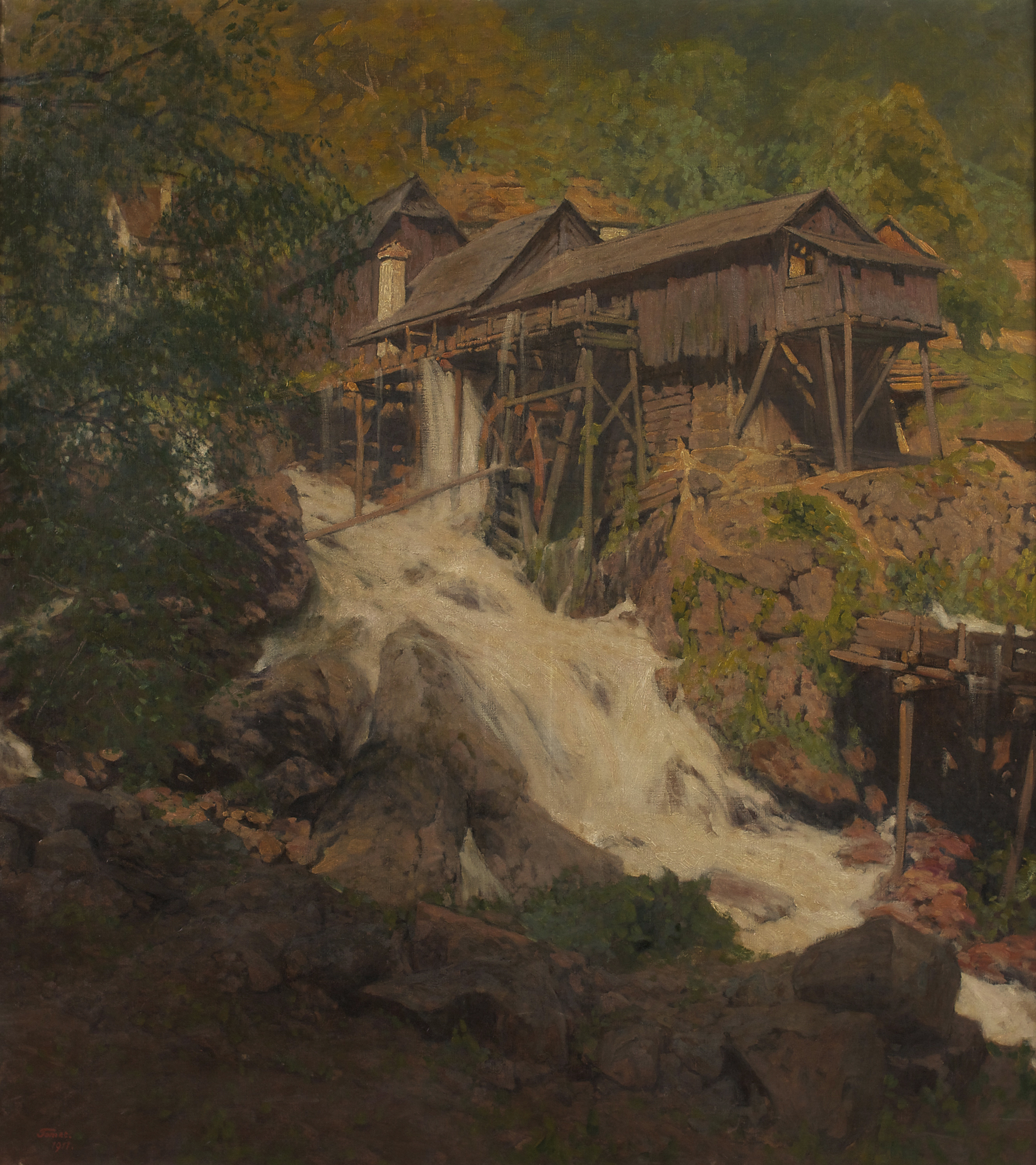
Ölgemälde Am Sarmingbach (1911), Österreichische Galerie Belvedere

- Sommertag bei Dürnstein, 1889, Öl auf Leinwand, 68,2 × 96,5 cm, signiert „H. Tomek 1889“, Landessammlungen Niederösterreich, Dauerausstellung Landesgalerie Niederösterreich 2020–2022
- Das Postsparkassengebäude in Wien, um 1900, 21,4 × 23,5 cm, signiert „Tomec“, Österreichische Galerie Belvedere (Sammlung Wilhelm Boschan, Wien; 1902 Schenkung für Moderne Galerie)
- Künstlerhaus. XXXIV. Jahresausstellung, Plakat, Druck Jacob Weiner (1864–1940), um 1900, Farblithographie, 123 × 92 cm, Sammlung Albertina
- Am Sarmingbach, 1911, Öl auf Leinwand, 120 × 108 cm, signiert „Tomec. / 1911.“, Österreichische Galerie Belvedere (1911 Ankauf Wiener Künstlerhaus)
- Bauernhof in Schlesien, 1913, Aquarell auf Papier auf Leinwand, 79,5 × 70 cm, signiert „TOMEC /1913“, Österreichische Galerie Belvedere (1914 Ankauf Wiener Künstlerhaus)
- Bei Weißenkirchen an der Donau, um 1910/15, Öl auf Leinwand, 66,4 × 95,1 cm, Landessammlungen Niederösterreich
- Bergfestung, Aquarell, 23 × 13 cm, Sammlung Albertina
- Landschaft mit Regenwolken, Federzeichnung auf gelblichem Papier, 29 × 22,1 cm, Sammlung Albertina

## Ausstellungen (Auswahl)
- 1985: Heinrich Tomec. 1863–1928. Johann Nepomuk Geller. 1860–1954, Galerie 16, Wien
- 1987:	Wachaumaler. Wachaumotive. Wachaumuseum, Weißenkirchen in der Wachau
- 2020–2022: Wachau. Die Entdeckung eines Welterbes, Landesgalerie Niederösterreich, Krems

## Auszeichnungen
- 1890: Goldener Füger-Preis
- 1891: Gundel-Preis
- 1892: Rosenbaum’scher Preis
- 1900: Mention Honorable in Paris
- 1905: Große Goldene Staatsmedaille
- 1909: Karl Ludwig-Medaille
- 1910: Kaiser-Preis
- 1911: Ritter des Franz-Joseph-Ordens